# جيمس برينتون
جيمس برينتون هو قاضي وسياسي كندي، ولد في 2 نوفمبر 1736، وتوفي في 3 ديسمبر 1806. انتخب عضو مجلس نواب نوفا سكوشا ‏.